# Omiodes basalticalis
Omiodes basalticalis is een vlinder uit de familie van de grasmotten (Crambidae), uit de onderfamilie van de Spilomelinae. De wetenschappelijke naam van deze soort is voor het eerst voorgesteld als Spargeta basalticalis door Julius Lederer in een publicatie uit 1863.
De spanwijdte bedraagt ongeveer 4 centimeter.
De soort komt voor in Indonesië (Ambon), Papoea-Nieuw-Guinea en Australië (Queensland).